# العلاقات الخطرة
العلاقات الخطرة (بالفرنسية: Les Liaisons dangereuses)‏ هي رواية رسائلية للكاتب الفرنسي بيير دي شودرلو لاكلو. بدأ نشرها لأول مرة في أربعة مجلدات في 23 مارس 1782 من قِبل دوران نيفو.
تدور القصة حول الماركيزة دي ميرتوي وفيكونت دي فالمونت، وهما غريمان (وحبيبان سابقان) يستخدمان الاغراء كسلاح لإذلال الآخرين والحط من قدرهم، حيث يتمتعون بالعابهم القاسية ويتباهون بمواهبهم في التلاعب. ويقال أنها تصور الانحطاط في الطبقة الأرستقراطية الفرنسية قبل الثورة الفرنسية بقليل، وبالتالي تفضح الانحرافات من ما يسمى النظام القديم. ومع ذلك، فقد تم وصفها بأنها قصة غير أخلاقية.
بما أن الرواية تتبع نمط الرسائل، فهي تتكون بالكامل من الرسائل المكتوبة من قبل مختلف الشخصيات لبعضها البعض. تعتمد القصة في تقدمها على الرسائل بين فالمونت وميرتوي، بينما الرسائل مع ضحاياهم والشخصيات الأخرى تظهر النقيض في شخصياتهم وتمنح القصة عمقها.
كثيرا ما زعم أن الرواية هي مصدر المقولة «الانتقام طبق يؤكل باردا». ومع ذلك، فلم يتم ذكر التعبير في الرواية الأصلية بأي شكل من الأشكال.

## روابط خارجية
- العلاقات الخطرة على موقع الموسوعة البريطانية (الإنجليزية)